# С
С, с (en cursiva C, c) és una lletra de l'alfabet ciríl·lic. Representa el so /s/ en fonètica.

## Ús

### Sistema de numeració ciríl·lica
En l'antiguitat, al sistema de numeració ciríl·lica tenia el valor numèric de 200.

## Taula de codis
| Codificació de caràcters | Tipus     | Decimal | Hexadecimal | Octal  | Binari              |
| ------------------------ | --------- | ------- | ----------- | ------ | ------------------- |
| Unicode                  | Majúscula | 1057    | 0421        | 002041 | 0000 0100 0010 0001 |
| Unicode                  | Minúscula | 1089    | 0441        | 002101 | 0000 0100 0100 0001 |
| ISO 8859-5               | Majúscula | 193     | C1          | 301    | 1100 0001           |
| ISO 8859-5               | Minúscula | 225     | E1          | 341    | 1110 0001           |
| KOI 8                    | Majúscula | 243     | F3          | 363    | 1111 0011           |
| KOI 8                    | Minúscula | 211     | D3          | 323    | 1101 0011           |
| Windows 1251             | Majúscula | 209     | D1          | 321    | 1101 0001           |
| Windows 1251             | Minúscula | 241     | F1          | 361    | 1111 0001           |